# خمارلو
خمارلو (بالفارسية: خمارلو) هي منطقة سكنية تقع في إيران في البلدة المركزية. يقدر عدد سكانها بـ 1,222 نسمة .